# György Grozer
György Grozer, connu en Allemagne sous le nom de Georg Grozer junior, est un joueur germano-hongrois de volley-ball né le 27 novembre 1984 à Budapest (Hongrie). Il mesure 2,00 m et joue attaquant. Ancien international hongrois (29 sélections), il totalise 120 sélections en équipe d'Allemagne.

## Biographie
Il est le fils de György Grozer, dit György Grozer ou Georg Grozer senior, ancien joueur international germano-hongrois de volley-ball.
Il se marie le 29 juin 2024 avec la joueuse internationale tchèque de volleyball Helena Havelková. 

## Clubs
| Club                | De        | À         |
| ------------------- | --------- | --------- |
| Kométa Kaposvár     | 2000-2001 | 2001-2002 |
| Moerser SC          | 2002-2003 | 2007-2008 |
| VfB Friedrichshafen | 2008-2009 | 2009-2010 |
| Resovia Rzeszów     | 2010-2011 | 2011-2012 |
| Lokomotiv Belgorod  | 2012-2013 | ...       |

## Palmarès

### Club
- Ligue européenne (1)
  - Vainqueur : 2009
- Ligue des champions (1)
  - Vainqueur : 2014
- Coupe de la CEV
  - Finaliste : 2012
- Championnat de Russie  (1)
  - Vainqueur : 2013
- Championnat de Pologne (1)
  - Vainqueur : 2012
- Championnat d'Allemagne (2)
  - Vainqueur : 2009, 2010
- Championnat de Hongrie (1)
  - Vainqueur : 2001
- Coupe de Russie (2)
  - Vainqueur : 2013, 2014
- Coupe d'Allemagne
  - Finaliste : 2006, 2007
- Coupe de Hongrie (1)
  - Vainqueur : 2002
  - Finaliste : 2001
- Supercoupe de Pologne
  - Perdant : 2012

### Distinctions individuelles
- Volleyeur allemand de l'année en 2010, 2011, 2012, 2013 et 2014